# Rehmannia
Rehmannia é um género botânico pertencente à família Orobanchaceae. Também conhecida como dedaleira chinesa, a Rehmannia possui uma raiz pegajosa (daí seu epíteto específico glutinosa) devido a presença de açúcares simples (glicose, galactose, frutose, sucrose e manitol) que conferem sabor adocicado. É uma erva chinesa frequentemente combinada com outras ervas para tratar anemia, câncer, constipação, diabetes e, principalmente, fraturas ósseas e problemas no sistema nervoso. Pesquisadores relataram recentemente que os extratos de Rehmannia estimulam a proliferação e as atividades de osteoblastos, enquanto inibem a geração e as atividades reabsortivas dos osteosclastos. Também demonstraram efeitos preventivos em perda óssea osteoporótica induzida por uma ovariectomia. Outros usos da Rehmannia incluem tratamentos para fadiga, pressão sanguínea elevada, eczema, psoríase, reações alérgicas, cortes e feridas na pele. Nos tempos modernos é especialmente utilizada para tratar desordens hormonais, desequilíbrio da tireoide e insuficiência adrenal. Os principais constituintes ativos da Rehmannia são glicosídeos iridoides. Um estudo com diversas amostras de Rehmannia relatou que o conteúdo líquido de suas raízes possui entre 3 a 11% de catalpol, cuja ação farmacológica envolve a produção de hormônios corticoides adrenais. Estes hormônios têm ação anti-inflamatória (o que explica a alegação de benefícios para asma, doenças na pele e artrite) e também estão envolvidos na produção de hormônios sexuais (o que explica a alegação de benefícios no tratamento da menopausa e em outros sinais de deficiências hormonais).
1. ↑  «Rehmannia — World Flora Online». www.worldfloraonline.org. Consultado em 19 de agosto de 2020